# Lotus Esprit
Der Lotus Esprit ist ein von 1976 bis 2004 gefertigter Mittelmotor-Sportwagen des britischen Kleinserienherstellers Lotus.
Der Wagen wurde für den europäischen Markt bis 2002, für die USA bis 2004 gebaut. Im Sommer 2004 stellte Lotus die Produktion des Esprit nach 28 Jahren Bauzeit und rund 10.500 gebauten Exemplaren ein. Danach war der Lotus Elise/Exige das letzte verbliebene Modell, bis 2006 der Europa und schließlich der Nachfolger des Esprit, der Evora, am Anfang des Jahres 2009 auf den Markt kam.

## Modellgeschichte

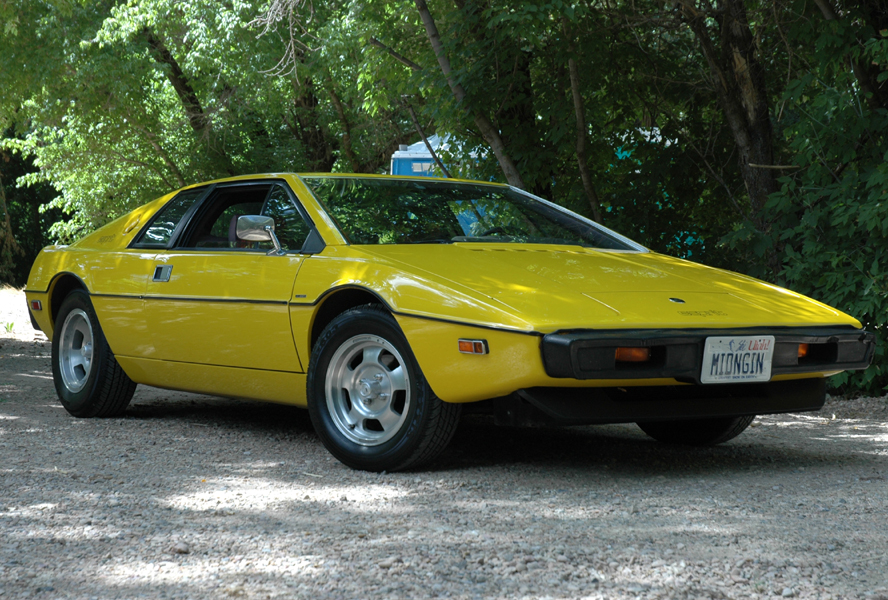
Lotus Esprit S1, 1977

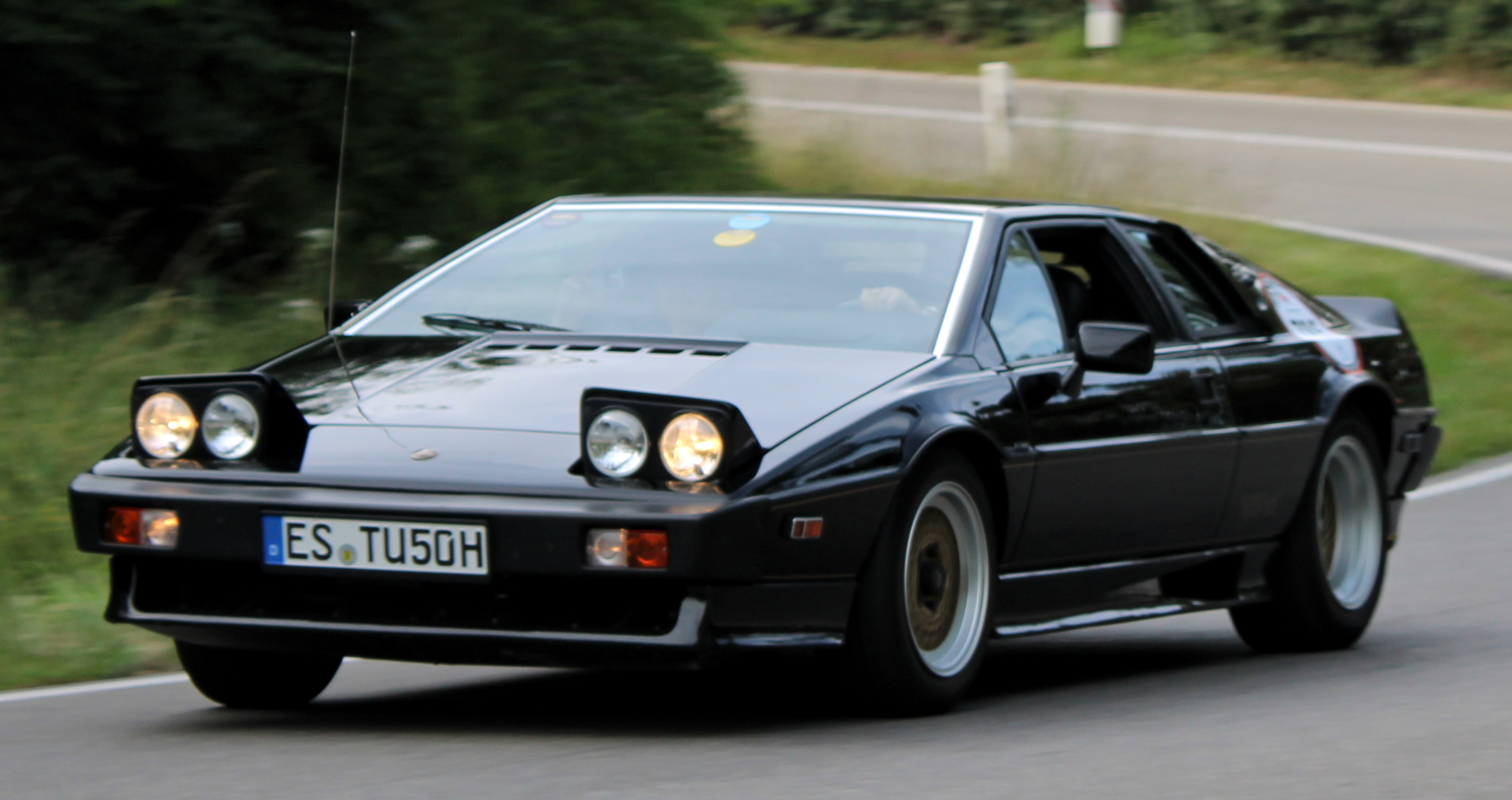
Lotus Esprit Turbo, 1987

### Esprit/Turbo
Die ersten Entwürfe für die Karosserieform des Esprit beruhten auf Vorschlägen von Giorgetto Giugiaro. Für sie war ein Zentralrohrrahmen wie beim Lotus Europa vorgesehen, wenn auch etwas größer. Der Esprit wurde 1972 in Turin vorgestellt, doch während der drei Jahre zwischen der Vorstellung des Prototyps und dem Produktionsbeginn wurde der Originalentwurf verbessert. Die Hinterradaufhängung mit Zentrallenker und zwei Querlenkern wurde an einem steifen Dreiecks-Fachwerk aus Stahlrohr gelagert. An der Vorderachse blieb es bei Doppelquerlenkern. Die Verkleidungen der Karosserie erhielten eine andere Form, und es gab den Lotus-907-Motor aus Leichtmetall mit zwei obenliegenden Nockenwellen. Der gleiche Motor wurde ab 1972 im Jensen-Healey verwendet.
Das Fünfgang-Schaltgetriebe der ersten Serie kam von Citroën und wurde auch im Maserati Merak genutzt. Ab 1987 baute Lotus das Getriebe des Renault 25 ein. Der Esprit war während seiner gesamten Produktionszeit ausschließlich mit Klappscheinwerfern erhältlich. Alle Modelle außer dem Sport 300 hatten grundsätzlich keine Differenzialsperre an der Hinterachse, dadurch blieben sie in Kurven gutmütiger und besser beherrschbar.
Nach der Übernahme des Unternehmens durch General Motors (GM) wurde der Esprit überarbeitet. Das 1987er Modell hatte gegenüber dem Vorgänger eher Änderungen an Motor und Technik. Er hatte nun geschmiedete Mahle-Kolben und der Garrett-Turbolader erzeugte 0,66 bar Überdruck. Der „Esprit HC“ hatte aber weiterhin zwei Dell’Orto-Doppelvergaser und die Differenzial-Getriebe-Einheit aus dem Citroën SM.

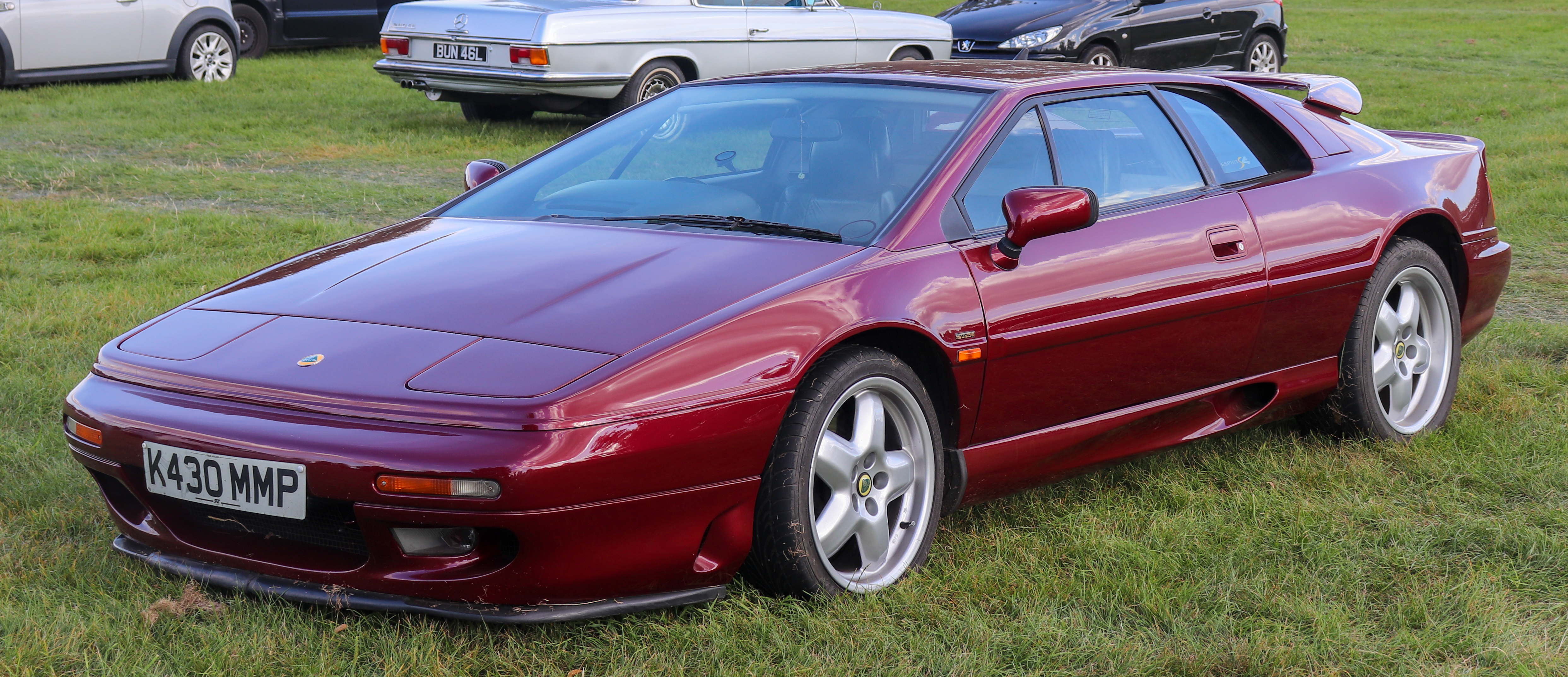
Lotus Esprit Turbo SE/S4, 1993

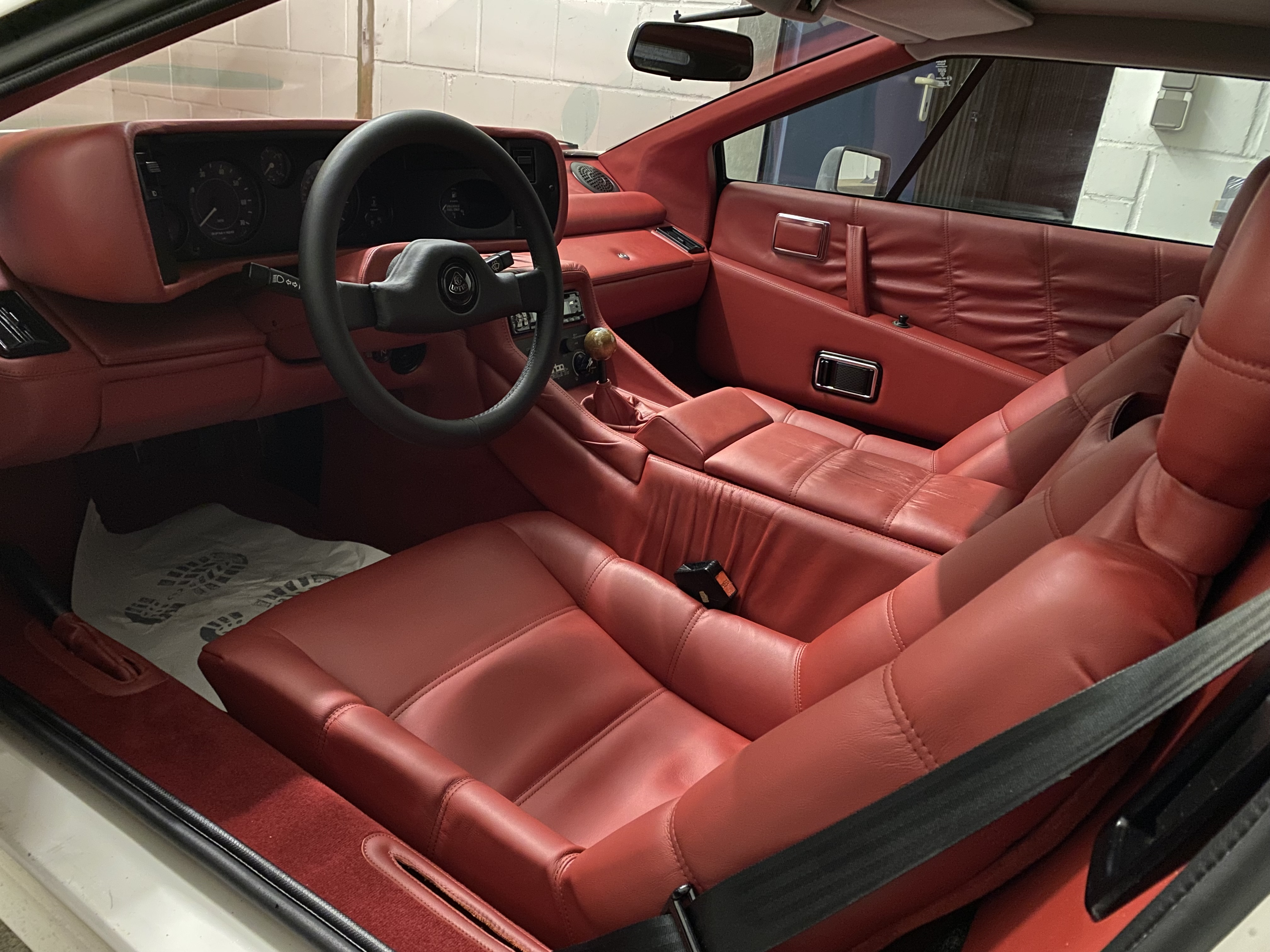
Lotus Esprit Turbo Interieur

Unter der Regie von GM wurde ab 1988 in der zweiten Auflage die Karosserie des Lotus Esprit sehr geglättet und im Aussehen runder und moderner als die kantige Form der ersten Baureihe aus den 1970er-Jahren. Die Grundform der Karosserie wurde dabei nicht verändert. Die von Colin Spooner entwickelte Karosserie hatte einen Luftwiderstandsbeiwert (Cw) von 0,36. Die Lenkung arbeitete nach wie vor ohne Servo, das Kupplungs- und Bremspedal verlangten nach einem festen Tritt. Dabei verzichtete Lotus aus Gründen der Beherrschbarkeit im Grenzbereich auf eine Differenzialsperre an der Hinterachse. Die Traktion war wegen des Mittelmotors trotzdem relativ gut.
Der mit einem „Garrett T3“-Turbolader aufgeladene Motor stammte aus dem Vorgängermodell. Er wurde immer noch von zwei Dell’Orto-Doppelvergasern (DHLA 45M) gespeist. Die Abstimmung einer solchen Anlage war zwar teuer und kompliziert, aber gut eingestellt beschleunigte der Esprit Turbo schneller auf 200 km/h als ein Porsche 911 Carrera 3.2 (auch ohne Kat).
Eine Klimaanlage oder eine Lederausstattung kosteten Aufpreis, ein herausnehmbares Hubdach gehörte zur Serienausstattung.

### Esprit V8

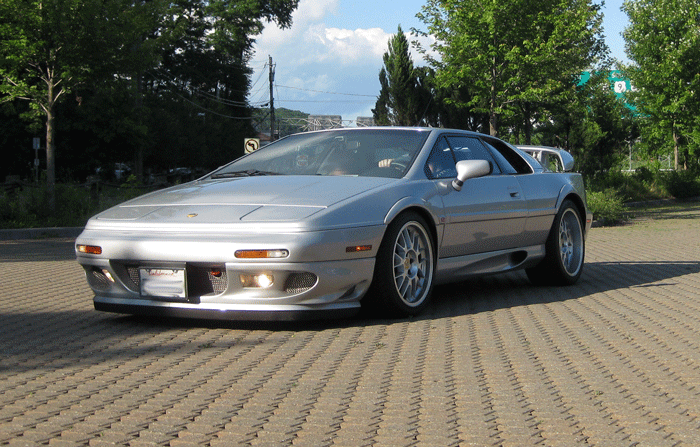
Lotus Esprit V8

Ab 1996 gab es eine neue Ausführung, die aus dem neuentwickelten 3,5-l-Biturbo-V8-Motor (Lotus-918-Motor) mit 32 Ventilen eine Leistung von 260 kW (354 PS) und ein maximales Drehmoment von 400 Nm schöpfte. Der „Esprit V8“ war der erste und einzige Lotus mit Achtzylindermotor und zugleich die leistungsstärkste Version in der Esprit-Baureihe und beschleunigte zum Beispiel schneller als der damals gleich teure Porsche 993 Carrera. Trotzdem verkaufte sich das Modell eher schleppend, wofür es mehrere Gründe gab. Zum einen war der Esprit mit nur etwa 1,12 m Höhe ein sehr flacher Sportwagen. Auch gegen Aufpreis war kein Automatikgetriebe erhältlich, zudem passten keine zwei Golfbags in den Kofferraum. Dadurch war das Auto für den US-amerikanischen Markt nicht mehr attraktiv.

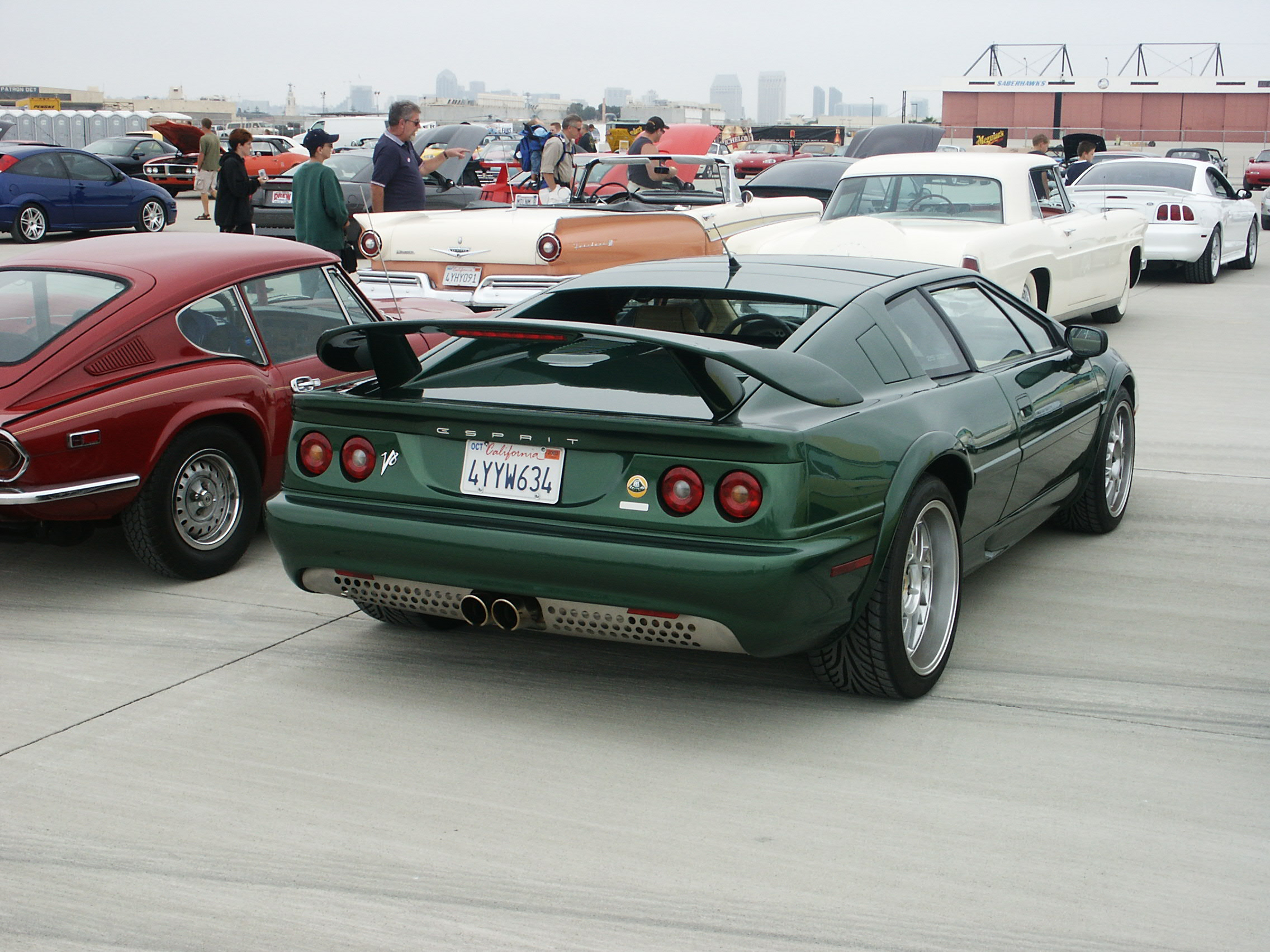
Heck eines Esprit V8 aus der letzten Generation

Die Modelle mit Achtzylindermotor wurden bis 1998 als V8 bezeichnet, danach mit einem Facelift des Armaturenbretts als GT und SE, wobei die SE-Ausstattung die höherwertige war (Serie: Leder, Klima, Radio, Heckspoiler u. a.). Ein auf 50 Exemplare limitiertes 350-Sport-Sondermodell ergänzte 1999 das Programm. Dies war das schnellste und leistungsfähigste je gebaute Modell der Lotus-Esprit-Reihe. Die Innenausstattung des 350-Sport war vereinfacht; so fehlte etwa eine Klimaanlage. Dieses Modell war nur in silber erhältlich, der Motor war blau lackiert und die Instrumententafel war mit Carbon verziert. Der Wagen wog durch den Einsatz leichterer Komponenten gegenüber den GT/SE-Serienmodellen etwa 25/80 kg weniger. Der Motor blieb unverändert, die Fahrleistungen waren dadurch nur marginal besser. Die SE-Esprit-Modelle erhielten mit dem Erscheinen des 350-Sport und die anderen GT-Esprits ab dem Modelljahr 2000 die stärkere 320-mm-AP-Bremsanlage des 350-Sport-Modells, die an den gelochten Bremsscheiben erkennbar ist. Zum letzten Modelljahr 2002/03 hielten außen runde Heckleuchten sowie die Frontspoilerlippe aus dem 350-Sport-Modell Einzug. Innen wurde die Lederausstattung leicht verändert.
Der Achtzylindermotor des Esprit wurde von 1998 bis 2000 in einzelnen Exemplaren des Sportwagens AC Ace eingebaut.

## Motoren
Anfangs hatte der Esprit nicht den erhofften Erfolg, unter anderem auch wegen der schwachen Leistungsdaten – die werksseitig angegebenen Werte (0–100 km/h in 6,8 s und 222 km/h Höchstgeschwindigkeit) waren unrealistisch. Dennoch wurde 1978 eine zweite Serie (S2) vorgestellt. Anlässlich des Genfer Auto-Salons 1980 stellte Lotus eine Ausführung mit Ladermotor vor, den Turbo Esprit, der mit der 2,2-l-Ausführung des Sechzehnventilers Lotus 907 ausgerüstet war. Dieser Motor, der für den Sunbeam Lotus entwickelt worden war, konnte dank seines Turboladers von Garrett eine Höchstleistung von 154 kW erreichen.
Im selben Jahr wurde ein weiterer Esprit – auch dieser mit 2,2-l-Motor, jedoch ohne Turbolader – vorgestellt, der „S 2.2“ hieß. Dieser Motor wurde in der Version mit Turbo-Aufladung mehrfach modifiziert und bis zum Jahr 1996 gebaut, als der Esprit V8 vorgestellt wurde. Danach gab es nur noch eine kleinere Version des bisher verwendeten Vierzylinders als Alternative zum neuen 3,5-Liter-Achtzylinder-V-Motor. Letztere besaß ab dann nur noch 2,0 l Hubraum und war als Einstiegsmodell GT3 bis 1999 im Programm.
Der mit 0,75 bar aufgeladene Turbo-Motor des Esprit V8 war zwar sehr leistungsstark, hatte aber einige konstruktive Nachteile. Zum einen verzichtete man bei Lotus auf einen Ladeluftkühler. Der Motor hätte damit auch über 295 kW geleistet – aber das hätte das zu schwach dimensionierte Schaltgetriebe nicht ausgehalten, zudem verbrauchte er bei Vollgas sehr viel Treibstoff.

## Fahrleistungen
Das 1980 erschienene Basismodell „S 2.2“ konnte laut Werksangaben von 0 auf 96 km/h (0–60 mph) in 6,7 s beschleunigen, die sportlichere Ausführung Turbo Esprit sollte es in 5,6 s schaffen. Diese Werte wurden jedoch in der Realität fast nie erreicht; erst ein 1988 getesteter Esprit Turbo schaffte tatsächlich 5,6 Sekunden und 251 km/h Höchstgeschwindigkeit. Diese Beschleunigungswerte änderten sich bis zum Erscheinen des Esprit V8 im Jahr 1996 nur geringfügig, da bis dahin immer derselbe 2,2-Liter-Vierzylindermotor mit Turbo eingebaut wurde. Selbst der Esprit S4s von 1995 hatte immer noch den gleichen Motor, auch wenn er inzwischen auf 224 kW (305 PS) Leistung erstarkt war. Der S4s brauchte für den Spurt von 0 auf 100 km/h immer noch 5,2 s im Test und lief 272 km/h.
Erst der Esprit V8 konnte diese Werte mit seiner Leistung von 260 kW (354 PS) wesentlich verbessern. Dieses Modell beschleunigte in nur 4,7 s von 0 auf 100 km/h, die Höchstgeschwindigkeit lag bei über 282 km/h. Die Runde auf dem kleinen Kurs in Hockenheim dauerte bei einem Test der Sport auto 1:17,9 Minuten. Nur das Topmodell, der „350-Sport“ konnte diese Werte unterbieten; mit 4,4 s von 0 auf 100 km/h und einer Rekordzeit von 1:15,3 Minuten in Hockenheim und eine Rundenzeit von 8:13 Minuten für die Nordschleife. Die Höchstgeschwindigkeit veränderte sich jedoch nicht gegenüber dem normalen Esprit V8.

### Modelle und Motorisierungen
| Modell           | Bauzeit   | Motor      | Hubraum  | Leistung      | Drehmoment | Vmax     | 0–100 km/h | Leergewicht |
| ---------------- | --------- | ---------- | -------- | ------------- | ---------- | -------- | ---------- | ----------- |
| 1. Generation    |           |            |          |               |            |          |            |             |
| Esprit           | 1976–1978 | R4         | 1969 cm³ | 110 kW/150 PS | 190 Nm     | 216 km/h | 8,5 s      | 1010 kg     |
| Esprit S2        | 1978–1980 | R4         | 1969 cm³ | 110 kW/150 PS | 190 Nm     | 220 km/h | 7,1 s      | 1020 kg     |
| Esprit           | 1976–1977 | R4         | 1973 cm³ | 118 kW/160 PS | 190 Nm     | 221 km/h | 6,8 s      | 960 kg      |
| Esprit S2        | 1978–1981 | R4         | 1973 cm³ | 118 kW/160 PS | 190 Nm     | 200 km/h |            |             |
| 2. Generation    |           |            |          |               |            |          |            |             |
| Esprit S2.2      | 1980–1981 | R4         | 2174 cm³ | 118 kW/160 PS | 216 Nm     | 200 km/h |            |             |
| Esprit S3        | 1981–1987 | R4         | 2174 cm³ | 118 kW/160 PS | 216 Nm     | 217 km/h |            |             |
| Esprit Turbo     | 1981–1986 | R4 Turbo   | 2174 cm³ | 157 kW/214 PS | 271 Nm     | 241 km/h |            | 1389 kg     |
| 3. Generation    |           |            |          |               |            |          |            |             |
| Esprit Turbo HC  | 1987      | R4 Turbo   | 2174 cm³ | 160 kW/218 PS | 298 Nm     | 235 km/h |            | 1280 kg     |
| Esprit Turbo     | 1987–1990 | R4 Turbo   | 2174 cm³ | 158 kW/215 PS | 300 Nm     | 250 km/h |            |             |
| Esprit           | 1987–1990 | R4         | 2174 cm³ | 126 kW/171 PS | 216 Nm     | 222 km/h |            |             |
| Esprit SE        | 1989–1991 | R4 Turbo   | 2174 cm³ | 197 kW/268 PS | 354 Nm     | 256 km/h | 5,0 s      | 1329 kg     |
| Esprit S         | 1991      | R4 Turbo   | 2174 cm³ | 168 kW/228 PS | 295 Nm     | 255 km/h |            |             |
| Esprit SE HW     | 1992–1993 | R4 Turbo   | 2174 cm³ | 194 kW/264 PS | 354 Nm     | 265 km/h |            |             |
| 4. Generation    |           |            |          |               |            |          |            |             |
| Esprit S4        | 1993–1996 | R4 Turbo   | 2174 cm³ | 197 kW/268 PS | 354 Nm     | 265 km/h | 5,0 s      | 1340 kg     |
| Esprit 300 Sport | 1993      | R4 Turbo   | 2174 cm³ | 225 kW/306 PS | 393 Nm     | 261 km/h | 4,8 s      | 1305 kg     |
| Esprit S4s       | 1995–1996 | R4 Turbo   | 2174 cm³ | 212 kW/288 PS | 393 Nm     | 270 km/h | 4,9 s      | 1305 kg     |
| Esprit GT3       | 1996–1999 | R4 Turbo   | 1973 cm³ | 179 kW/243 PS | 294 Nm     | 263 km/h | 4,8 s      | 1380 kg     |
| Esprit V8        | 1996–1998 | V8 BiTurbo | 3506 cm³ | 260 kW/354 PS | 400 Nm     | 274 km/h | 4,7 s      |             |
| Esprit V8 GT     | 1998–2001 | V8 BiTurbo | 3506 cm³ | 260 kW/354 PS | 400 Nm     | 274 km/h | 4,7 s      |             |
| Esprit V8 SE     | 1998–2001 | V8 BiTurbo | 3506 cm³ | 260 kW/354 PS | 400 Nm     | 282 km/h | 4,7 s      |             |
| Esprit 350 Sport | 1999      | V8 BiTurbo | 3506 cm³ | 260 kW/354 PS | 400 Nm     | 282 km/h | 4,6 s      | 1300 kg     |
| Esprit           | 2002–2004 | V8 BiTurbo | 3506 cm³ | 260 kW/354 PS | 400 Nm     | 282 km/h | 5,0 s      |             |

## Der Esprit in den Medien (Auswahl)

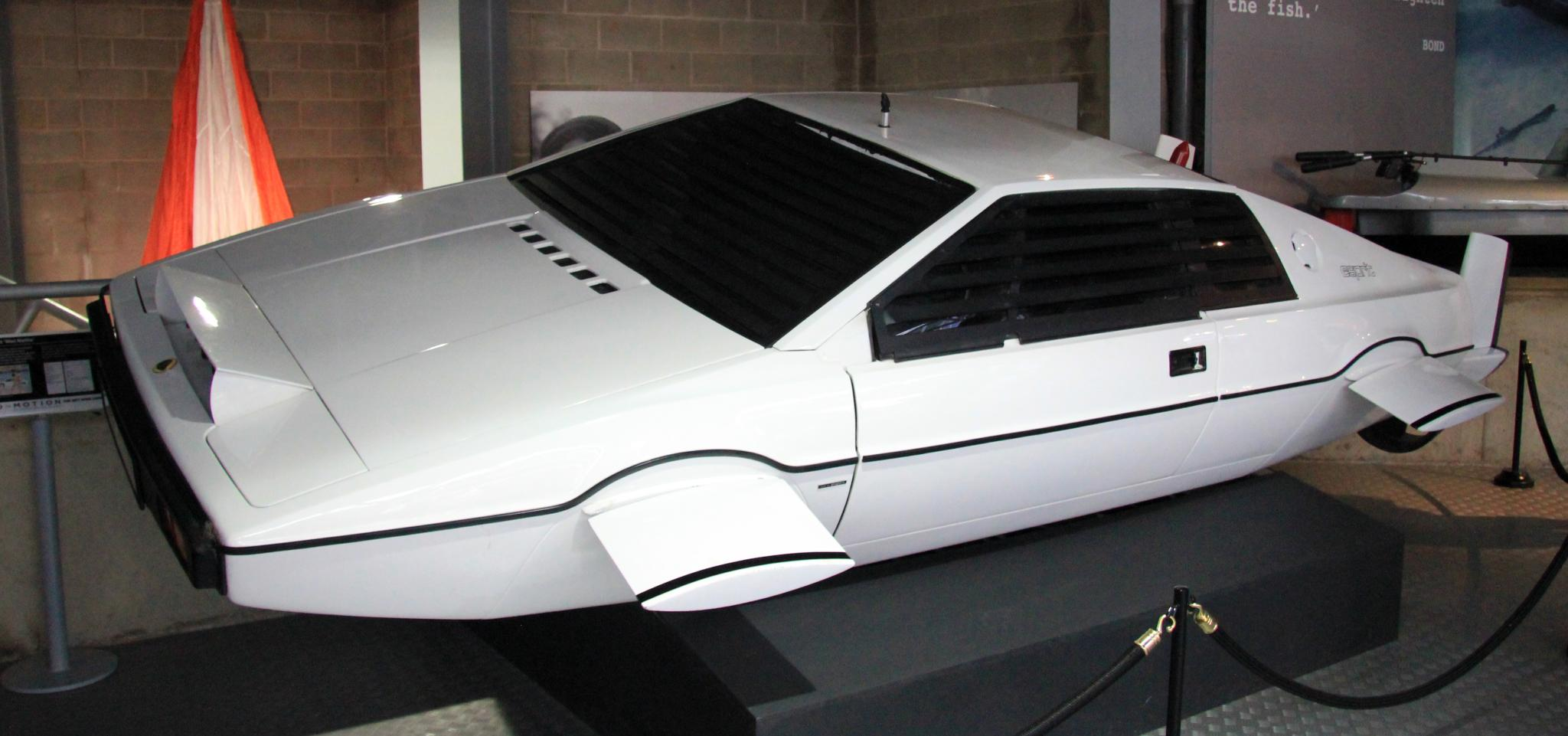
Lotus Esprit aus dem Film „Der Spion, der mich liebte“

Bekannt wurde der Lotus Esprit vor allem durch seine Rolle als James-Bond-Auto in den Filmen Der Spion, der mich liebte (1977), In tödlicher Mission (1981) und durch seine Auftritte in den Filmen Pretty Woman (1990), Filofax – Ich bin du und du bist nichts (1990), Teen Agent – Wenn Blicke töten könnten (1991) sowie Basic Instinct (1992). Außerdem gab es in den frühen 1990er-Jahren eine sehr erfolgreiche Computerspiel-Serie (Lotus Esprit Turbo Challenge), die sich hauptsächlich um den Esprit (im zweiten Teil – „Lotus Turbo Challenge 2“ – auch den Elan SE und im dritten Teil – „Lotus III: The Ultimate Challenge“ – zusätzlich noch den Prototyp M200) drehte, wodurch der Lotus Esprit noch einmal an Bekanntheitsgrad gewann.
2017 nutzte der deutsche Rapper Cro den Lotus Esprit aus 1977 in dem Musikvideo zu seinem Song Baum.